# 佛罗里达大道
佛罗里达大道（Florida Avenue）是华盛顿哥伦比亚特区的一条主要干道。它原名界限街（Boundary Street），因为它原是首都的东北边界，城市发展后越出原有边界，于是在1890年改名为佛罗里达大道。
佛罗里达大道的西端在马萨诸塞大道、22街和 Q街，东端在H街、15街、马里兰大道、贝宁路和勃兰登堡路交汇的Starburst 广场